# التجسس الصيني في الولايات المتحدة

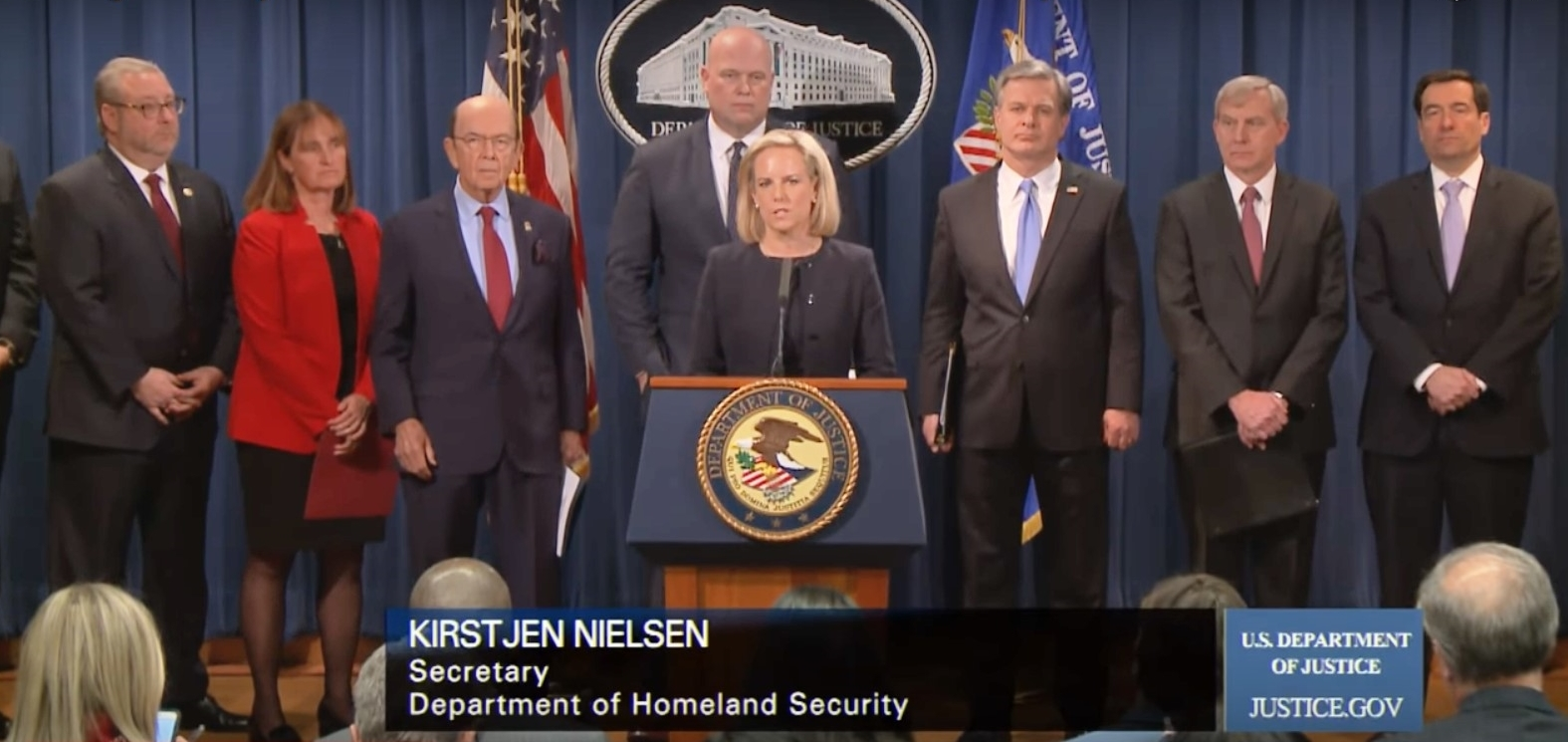
المدعي العام الأمريكي ماثيو ويتاكر، ووزيرة الأمن الداخلي كيرستين نيلسن، ووزير التجارة ويلبر روس، ومدير مكتب التحقيقات الفيدرالي كريستوفر راي، والمحامي الأمريكي ريتشارد بي دونوغو للمنطقة الشرقية من نيويورك، والمساعد الأول للمدعي العام الأمريكي أنيت هايز للمنطقة الغربية من واشنطن،

التجسس الصيني في الولايات المتحدة غالبًا ما اتهمت الولايات المتحدة حكومة جمهورية الصين الشعبية بمحاولة الحصول بشكل غير قانوني على التكنولوجيا العسكرية الأمريكية والمعلومات السرية وكذلك الأسرار التجارية للشركات الأمريكية، من أجل دعم الصين العسكري والتجاري طويل المدى التنمية. تم اتهام الوكالات الحكومية الصينية والأفراد التابعين لها باستخدام عدد من الأساليب للحصول على التكنولوجيا الأمريكية (باستخدام القانون الأمريكي لتجنب الملاحقة القضائية)، بما في ذلك التجسس واستغلال الكيانات التجارية وشبكة من الاتصالات العلمية والأكاديمية والتجارية. تشمل قضايا التجسس لاري وو تاي تشين وكاترينا ليونج وجو باو مين وتشي ماك وبيتر لي.
بالإضافة إلى التجسس التقليدي تشارك الصين الشركات الصينية المدنية مع الشركات الأمريكية للحصول على التكنولوجيا والبيانات الاقتصادية وتستخدم التجسس الإلكتروني لاختراق شبكات الكمبيوتر للشركات الأمريكية والوكالات الحكومية، مثال على ذلك عملية أورورا في ديسمبر 2009. حدد مسؤولو إنفاذ القانون في الولايات المتحدة الصين باعتبارها القوة الأجنبية الأكثر نشاطًا في الاستحواذ غير القانوني على التكنولوجيا الأمريكية. في 19 مايو 2014 أعلنت وزارة العدل الأمريكية أن هيئة محلفين فيدرالية كبيرة وجهت لائحة اتهام ضد خمسة من ضباط جيش التحرير الشعبي لسرقة معلومات تجارية سرية وملكية فكرية من الشركات التجارية الأمريكية وزرع برامج ضارة على أجهزة الكمبيوتر الخاصة بهم.

## الطرق
استخدمت الصين مجموعة متنوعة من الأساليب لجمع المعلومات الاستخبارية في الولايات المتحدة. يحاول الأفراد الحصول على معلومات مستهدفة من مصادر مفتوحة مثل المكتبات ومؤسسات البحث وقواعد البيانات غير المصنفة. يتم تجنيد المسافرين الصينيين للقيام بأنشطة استخباراتية محددة، وتقوم الصين بإخبار العائدين من برامج التبادل والبعثات التجارية وبرامج التعاون العلمي. قد يتم إجبار المواطنين الصينيين على التعاون.
يحدث الكثير من اكتساب التكنولوجيا من خلال اللوائح التجارية. تضغط البيئة التنظيمية والتجارية في الصين على الشركات الأمريكية والأجنبية الأخرى لنقل التكنولوجيا ورأس المال والخبرة التصنيعية، لا سيما في الصناعات المتعلقة بالدفاع أو ذات الاستخدام المزدوج مثل أجهزة الكمبيوتر إلى شركائها الصينيين كجزء من ممارسة الأعمال التجارية في الصين الضخمة والمربحة. يشتري الوكلاء الصينيون معدات عالية التقنية من خلال منظمات واجهة في هونغ كونغ. تستخدم الصين أيضًا الشركات التي تديرها الدولة لشراء الشركات الأمريكية التي لديها إمكانية الوصول إلى التكنولوجيا المستهدفة.
تصل الصين أيضًا إلى التكنولوجيا الأجنبية من خلال التجسس الصناعي، حيث صنف مسؤولو الهجرة والجمارك الأمريكيون عمليات التجسس الصناعي والسرقة في الصين على أنها التهديد الرئيسي للأمن التكنولوجي للولايات المتحدة. في عام 2021 قدر مايكل أورلاندو، القائم بأعمال مدير إحدى الشركات أن الصين سرقت ما بين 200 مليار دولار و600 مليار دولار من الملكية الفكرية الأمريكية كل عام. بين أكتوبر 2002 ويناير 2003 تم اتهام خمسة رجال أعمال صينيين بشحن معدات وأسرار تجارية بشكل غير قانوني من كاليفورنيا إلى الصين، ومنع المسؤولون الأمريكيون رجلًا صينيًا من شحن جهاز كمبيوتر جديد عالي السرعة يستخدم في مشروعات سرية (بما في ذلك تطوير الأسلحة) من مختبرات سانديا الوطنية.
في يوليو 2020 وصف مدير مكتب التحقيقات الفدرالي كريستوفر أ. وراي الصين بأنها «أكبر تهديد طويل الأمد» للولايات المتحدة. قال إن «مكتب التحقيقات الفدرالي يفتح الآن قضية مكافحة تجسس جديدة متعلقة بالصين كل 10 ساعات، ومن بين ما يقرب من 5000 قضية مكافحة تجسس نشطة جارية حاليًا في جميع أنحاء البلاد يرتبط نصفها تقريبًا بالصين». على سبيل المثال إيريك سوالويل الذي يعمل في لجنة الاختيار الدائمة بمجلس النواب للاستخبارات كان في الماضي مستهدفًا من قبل امرأة صينية يُعتقد أنها ضابطة سرية في وزارة أمن الدولة الصينية. شارك الجاسوس الصيني المزعوم لاحقًا في جمع التبرعات لمحاولة سوالويل لانتخابات الكونجرس لعام 2014 وساعد في وضع متدرب داخل مكتب سوالويل للكونجرس. قدم مكتب التحقيقات الفيدرالي لسوالويل «إحاطة دفاعية» في عام 2015 أخبره فيها أن المرأة كانت عميلة صينية مشتبه بها.